# Kapitalindkomst
Kapitalindkomst er alle former for indkomst, der ikke skyldes lønarbejde, men afkast på kapital. Da kapital optræder i mange forskellige udgaver (f.eks. realkapital som virksomheder og boliger og finansiel kapital som aktier, obligationer og andre former for værdipapirer), optræder kapitalindkomst også i mange forskellige specifikke former. I det danske skattesystem udgør kapitalindkomst et specifikt og mere snævert begreb, der kun omfatter nogle bestemte former for kapitalindkomst i realøkonomisk forstand.

## Den funktionelle indkomstfordeling
Ud fra en nationaløkonomisk tankegang stammer al primær indkomst i sidste ende fra produktionen som aflønning af en produktionsfaktor. Ofte grupperer man produktionsfaktorer i to overordnede kategorier: arbejdskraft og kapital, og al indkomst er dermed tilsvarende enten arbejds- eller kapitalindkomst. Denne opdeling betegnes den funktionelle indkomstfordeling, hvor indkomsten altså fordeles afhængigt af, ved hvilken aktivitet den er indtjent, i stedet for f.eks. om beløbet er stort eller lille.

## Typer af kapitalindkomst
Som kapitalindkomst i økonomisk forstand regnes bl.a. renteindtægter, aktieudbytte, lejeindtægter fra udleje af boliger eller andre kapitalgoder, boligejernes beregnede indkomst af den husleje, de sparer ved at eje deres egen bolig (også kaldet lejeværdien af egen bolig), kapitalgevinster mv. Ofte regnes også indtægter som jordrente og ressourcerente i praksis som kapitalindkomst, selvom man alternativt kan opfatte dem som aflønningen af en tredje selvstændig type produktionsfaktorer (naturresurser).

## Udviklingen i den funktionelle indkomstfordeling
Det er omdiskuteret, hvordan den funktionelle indkomstfordeling har udviklet sig over tid, og hvordan den vil udvikle sig i fremtiden. Nogle opfatter fordelingen mellem arbejds- og kapitalindkomst som ret stabil over tid. I modsætning hertil har økonomen Thomas Piketty i sit meget omtalte studie af kapitalens historiske og potentielle fremtidige rolle Le Capital au XXIe siècle beregnet, at der er sket et fald i kapitalindkomstens andel af den samlede indkomst fra 17/1800-tallet til det 20. århundrede, men at der fra slutningen af 1900-tallet igen er klare tegn på, at kapitalindkomstens andel er begyndt at stige igen - en udvikling, Piketty mener kan fortsætte i det 21. århundrede. Ifølge Piketty udgjorde kapitalindkomsten i England midt i 1800-tallet således over 40 % af den samlede indkomst; derefter faldt den til et lavpunkt på 20 % omkring 1970, hvorefter den igen er steget til tæt ved 30 % i starten af 2000-tallet. I en samenligning af otte forskellige større vestlige lande (USA, Tyskland, Frankrig, Storbritannien, Japan, Canada, Italien og Australien) fandt Piketty, at kapitalindkomsten udgjorde mellem 15 og 25 % af nationalindkomsten i 1970 og mellem 25 og 30 % i 2010.

## Kapitalindkomst i det danske skattesystem
I det danske skattesystem anvendes begrebet kapitalindkomst i en snævrere betydning end ovennævnte realøkonomiske definition. I skatteretlig forstand omfatter kapitalindkomst f.eks. gevinster fra renteindtægter eller investeringsforeninger, der investerer i obligationer. Kapitalindkomst i Danmark beskattes for personer som personlig indkomstskat, dog med særlige regler, der f.eks. fritager dele af beløbet fra topskat. Negativ kapitalindkomst, f.eks. udgifter til renter på lån, kan ligeledes trækkes fra i visse dele af den personlige indkomst. Derimod behandles gevinster og tab på aktier og andre virksomhedsandele i dag ikke som kapitalindkomst, men beskattes særskilt som aktieindkomst efter egne principper. Tilsvarende beskattes lejeværdien af egen bolig, som tidligere var integreret i den almindelige kapitalindkomst på selvangivelsen, i Danmark i dag særskilt i form af ejendomsværdiskatten.